# Spiralum helicosporum
Spiralum helicosporum är en svampart som beskrevs av J.L. Mulder 1975. Spiralum helicosporum ingår i släktet Spiralum, divisionen sporsäcksvampar och riket svampar.   Inga underarter finns listade i Catalogue of Life.